# Homoeosaure
L'homoeosaure (Homoeosaurus) és un gènere de sauròpsids (rèptils) de l'ordre dels esfenodonts que va viure en el que avui és Baviera, Alemanya en el període Juràssic.

## Biota
A Alemanya hi havia moltes varietats de dinosaures, entre ells algunes teròpodes que podrien haver depredat l'homeosaure i també altres animals, com l'arqueòpterix, que com ell menjaven insectes.